# Altpreußisches Garnisonregiment No. IV (1756)
Das Garnisonsbataillon Nr. IV war ein Infanterieverband der Preußischen Armee mit dem ersten Stationierungsort Acken.

## Geschichte
Das Regiment wurde als Bataillon 1734 in Anhalt aufgestellt und der Oberstleutnant Moritz Christian von Schwandes zu dessen Kommandanten ernannt. Es marschierte im gleichen Jahr an den Rhein gegen Frankreich. 1736 kam das anhaltinische Reichskontingent in preußische Dienste. Als der damals neue preußische König Friedrich II. bei seiner Thronbesteigung 1740 die Königliche Garde seines Vaters auflöste, kamen die ältesten Leute derselben in das Garnisons-Bataillon Nr. 4. Insgesamt erhielt das Bataillon fünf Musketier- und eine Grenadierkompanie. Zugleich wurde aus den brauchbaren Mannschaften das Infanterieregiment Nr. 33 gebildet, die Restlichen verblieben als Garnisonsbataillon in Glatz.
Im Jahr 1742 wurde die Grenadierkompanie in das stehende Grenadier-Bataillon Nr. 1 abgegeben. Während des Siebenjährigen Krieges kamen im Jahr 1756 ein Bataillon mit in Sachsen geworbenen Rekruten hinzu. Das Bataillon kam nach Sonnenstein und ging nach der erfolglosen Verteidigung des Ortes am 5. September 1758 in Kriegsgefangenschaft. Das erste Bataillon wurde zur Verteidigung von Wittenberg eingesetzt. Die Preußen unter General von Salenmon wurden vom 3. bis 14. Oktober 1760 von den Österreichern unter General Guasco belagert. Das Bataillon ging nach der Kapitulation am 14. Oktober 1760 in Gefangenschaft.
Das zweite Bataillon des Frei-Regiments von Courbiere wurde nun zum Garnisonsbataillon Nr. 4. Anschließend wurde es durch ausgetauschte ehemalige Kriegsgefangene des Frei-Regiments von Lettow ergänzt. Als das Bataillon 1788 aufgelöst wurde, kamen drei Kompanien in das Depotbataillon des Infanterie-Regiments Nr. 9, zwei weitere Kompanien kam zum Depotbataillon des Infanterie-Regiments Nr. 10.

### Stationierungsorte
- 1736 Aken
- 1737–1740 Magdeburg
- 1740–1741 Spandau, Brandenburg (Havel)
- 1742–1747 Magdeburg, 1746 Treuenbrietzen (Grenadiere)
- 1748–1755 Acken, Könnern, (ab 1748) Löbechun
- 1760 Torgau
- 1762 Magdeburg, Wittenberg
- 1764–1788 Acken, Könnern, Löbechun

## Chefs
- 1736–1737 Oberst Caspar Joachim von Wachholtz
- 1737–1739 Oberst Peter d’Arbaud
- 1739–1740 Generalmajor Andreas Johann Persode de Dommangeville, Chef des Infanterie-Regiments Nr. 33
- 1740–1744 Generalmajor Adam von Weyherr
- 1744–1758 Oberst Johann Heinrich von Grape
- 1759–1760 Generalmajor Martin Eberhard von Jungkenn gen. Müntzer von Mohrenstamm, früher Chef des Infanterie-Regiments Nr. 44
- 1760–1763 Oberst Ewald Georg von Lettow
- 1763–1766 Oberst Friedrich Franz Ernst von Plotho
- 1766–1769 Oberst Franz Thuro von Großkreutz
- 1769–1771 Oberst Ludwig von Gohr
- 1771–1775 Oberst Peter Georg von Puttkamer
- 1782–1784 Oberst Valentin Friedrich von Rüchel
- 1784–1788 Generalmajor Otto Kasimir von Hüllessem, später Kommandant von Magdeburg